# Carlos Pol
Carlos Pol fue un futbolista argentino que se desempeñaba como delantero. En sus doce años de carrera como futbolista marcó 117 goles en 330 partidos jugados (un solo gol fue de penal). No fue expulsado en ningún partido oficial. Con su cantidad de encuentros disputados es el jugador que más partidos disputó con la camiseta de All Boys y con sus goles está ubicado tercero en la tabla de máximos goleadores de dicha institución.

## Biografía
Comenzó jugando en el equipo de tercera división de Floresta Juniors y tiempo después paso a Atlanta, en donde llegó a jugar solamente en la segunda división sin llegar a jugar en la primera.

### Características
Su puesto en la cancha era el de insider por izquierda, el conductor del equipo y su función era la de armar el juego.

## Trayectoria
Su comienzo fue en el torneo de Segunda División Aficionados de 1935, el primer torneo después de la unificación definitiva de las dos asociaciones de fútbol. El torneo se disputó contra las segundas de los equipos de primera. Torneo que no otorgaba ascensos. Su debut oficial con la camiseta de All Boys se da el 4 de mayo de 1935 en el Estadio Arquitecto Ricardo Etcheverri, donde el Sportivo Buenos Aires hacia de local. Su primer gol lo convirtió frente Boca Juniors en dicho torneo el 15 de junio de 1935. En el Torneo de 1946 tuvo un promedio de gol de 0,94, casi un gol por partido. El 19 de julio de 1947 convirtió su último gol frente a Estudiantes de Buenos Aires y fue un triunfo por 2 a 0 para All Boys.
El 18 de octubre de 1947 llegaba a su fin la carrera futbolística.

## Clubes

### Estadísticas
| Equipo                                     | Div.                | Temporada           | Liga     | Liga  | Copa Nacional(1) | Copa Nacional(1) | Copa Internacional | Copa Internacional | Total    | Total |
| Equipo                                     | Div.                | Temporada           | Partidos | Goles | Partidos         | Goles            | Partidos           | Goles              | Partidos | Goles |
| All Boys Argentina                         | 2.ª                 | 1935                | 24       | 11    | -                | -                | -                  | -                  | 24       | 11    |
| All Boys Argentina                         | 2.ª                 | 1936                | 30       | 7     | -                | -                | -                  | -                  | 30       | 7     |
| All Boys Argentina                         | 2.ª                 | 1937                | 16       | 4     | -                | -                | -                  | -                  | 16       | 4     |
| All Boys Argentina                         | 2.ª                 | 1938                | 26       | 9     | -                | -                | -                  | -                  | 26       | 9     |
| All Boys Argentina                         | 2.ª                 | 1939                | 32       | 20    | -                | -                | -                  | -                  | 32       | 20    |
| All Boys Argentina                         | 2.ª                 | 1940                | 32       | 5     | -                | -                | -                  | -                  | 32       | 5     |
| All Boys Argentina                         | 2.ª                 | 1941                | 29       | 10    | -                | -                | -                  | -                  | 29       | 10    |
| All Boys Argentina                         | 2.ª                 | 1942                | 32       | 8     | -                | -                | -                  | -                  | 32       | 8     |
| All Boys Argentina                         | 2.ª                 | 1943                | 24       | 5     | -                | -                | -                  | -                  | 24       | 5     |
| All Boys Argentina                         | 2.ª                 | 1944                | 27       | 10    | -                | -                | -                  | -                  | 27       | 10    |
| All Boys Argentina                         | 2.ª                 | 1945                | 31       | 10    | -                | -                | -                  | -                  | 31       | 10    |
| All Boys Argentina                         | 3.ª                 | 1946                | 17       | 16    | -                | -                | -                  | -                  | 17       | 16    |
| All Boys Argentina                         | 2.ª                 | 1947                | 10       | 1     | -                | -                | -                  | -                  | 10       | 1     |
| All Boys Argentina                         | Total               | Total               | 330      | 117   | -                | -                | -                  | -                  | 330      | 117   |
| Total en su carrera                        | Total en su carrera | Total en su carrera | 330      | 117   | -                | -                | -                  | -                  | 330      | 117   |
| (1) Incluye datos de las Copas nacionales. |                     |                     |          |       |                  |                  |                    |                    |          |       |

## Palmarés

### Campeonatos nacionales
| Título    | Club     | País      | Año  |
| --------- | -------- | --------- | ---- |
| Primera C | All Boys | Argentina | 1946 |